# Жусандой
Жусандо́й (каз. Жусандыой) — село у складі Каратобинського району Західноказахстанської області Казахстану. Адміністративний центр Жусандойського сільського округу.
У радянські часи село називалось Жусандиой.
Населення — 615 осіб (2021; 874 у 2009, 1049 у 1999, 1063 у 1989).